# Khuresh

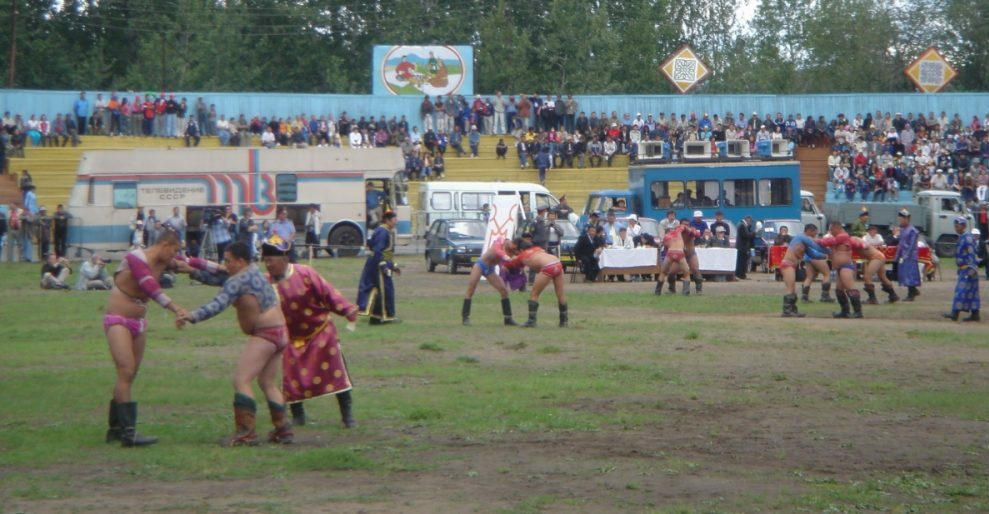
Competición de Khuresh en Tos-Bulak en el festival de Naadam de 2005.

Khuresh es una variedad de lucha tradicional en la región étnicamente turca de Tuvá, en el sur de Siberia en la Federación Rusa. La palabra proviene de la misma raíz turca que "Güreş" (lucha).

## Origen
El khuresh tiene raíces ancestrales ligadas a la mitología de la cultura de su pueblo.

## Reglas
Las reglas del khuresh son simples. Se trata de que el contrario toque el suelo con alguna parte de su cuerpo que no sean los pies, por ejemplo, mano, rodilla, cuerpo, dedos, etc. El combate no tiene límite de tiempo.

## Las competiciones
Una de las aficiones principales de los habitantes de toda Tuvá es presenciar las competiciones de khuresh. Las competiciones se celebran a eliminación directa. Es decir, el luchador que pierde es eliminado. 
El torneo más importante es el festival de Naadym (parecido al Naadam mongol) se celebra cada año el 15 de agosto, en los campos de Tos-Bulak, que está situado alrededor de 8 km al sur de Kyzyl. Además de la lucha se celebran concursos de canto y carreras de caballos. A este festival acuden luchadores de todas las regiones de Tuvá, así como luchadores de Mongolia.